# Radiación ultravioleta extrema

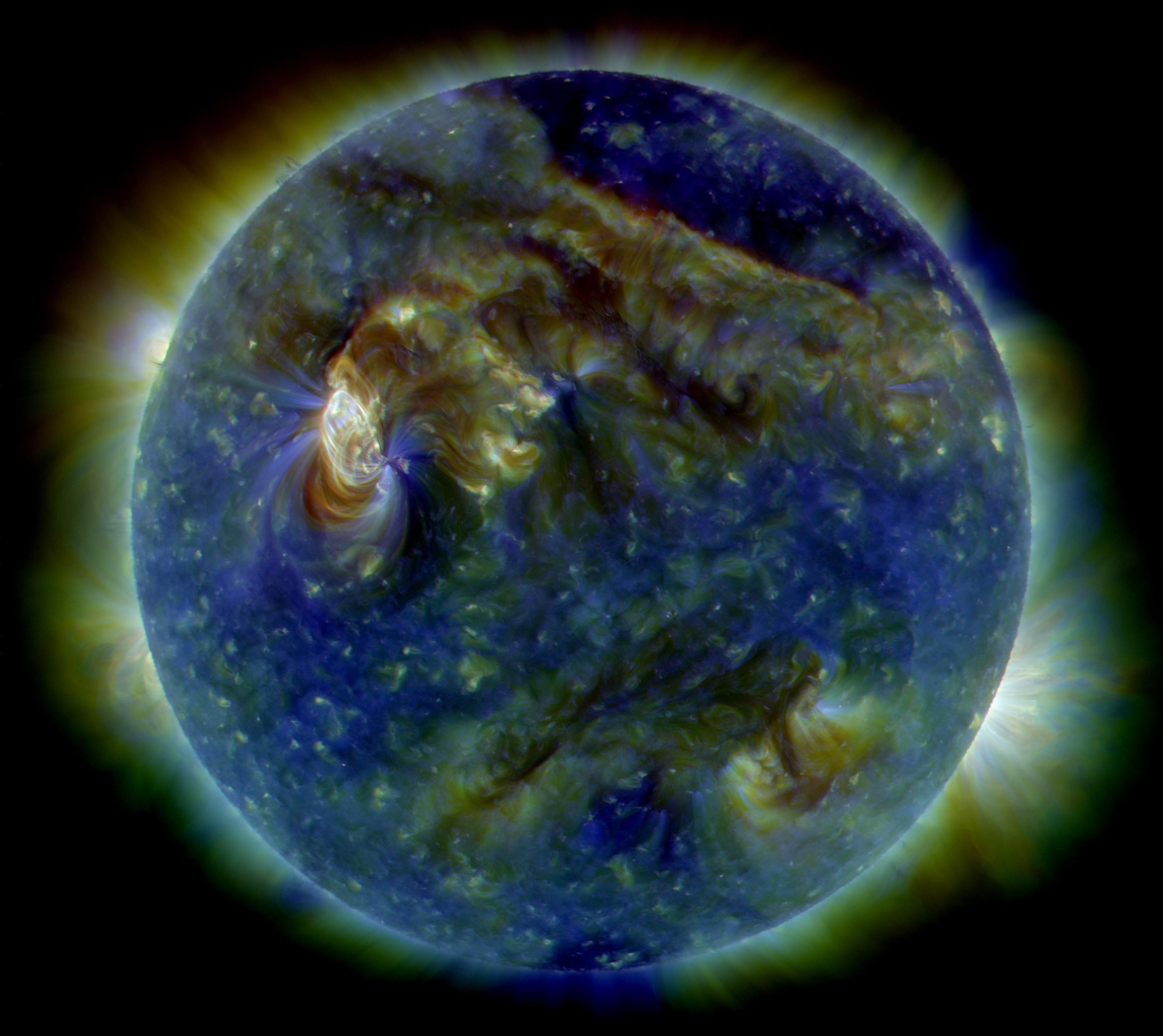
Imagen ultravioleta extrema del Sol (rojo: 21.1 nm, verde: 19.3 nm, azul: 17.1 nm) tomada por el Observatorio de Dinámica Solar el 1 de agosto de 2010 que muestra una erupción solar y una eyección de masa coronal

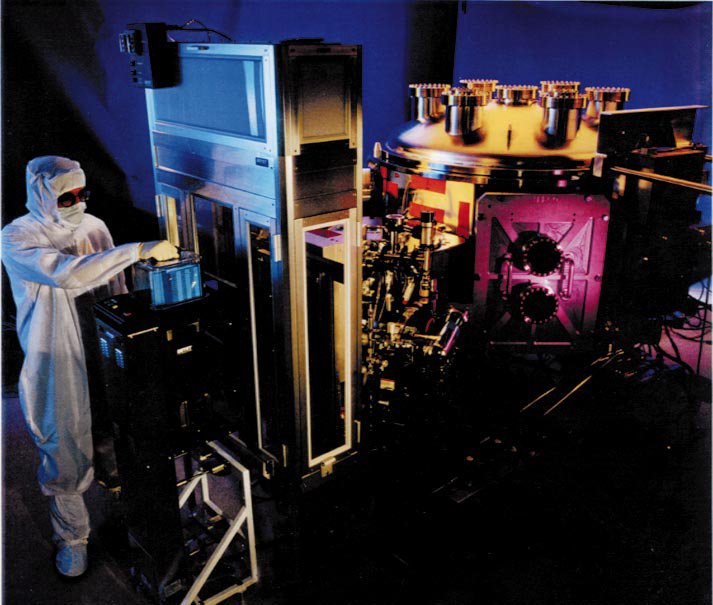
La luz ultravioleta extrema de 13,5 nm se utiliza comercialmente para la fotolitografía como parte del proceso de fabricación de semiconductores. Esta imagen muestra una herramienta experimental temprana.

La radiación ultravioleta extrema (UVE, EUV por sus siglas en inglés o XUV) o la radiación ultravioleta de alta energía es una radiación electromagnética en la parte del espectro electromagnético que abarca longitudes de onda de 124 nm a 10 nm, y por lo tanto (por la ecuación de Planck-Einstein) que tienen fotones con energías de 10 eV hasta 124 eV (correspondientes a 124 nm a 10 nm, respectivamente). La UVE es generada naturalmente por la corona solar y artificialmente por las fuentes de luz de plasma y sincrotrón. Como los UVC se extienden a 100 nm, existe cierta superposición en los términos.
Sus usos principales son la espectroscopia fotoelectrónica, la obtención de imágenes solares y la litografía.
En el aire, UVEes el componente más absorbido del espectro electromagnético, que requiere un alto vacío para la transmisión.

## Generación de UVE
Los átomos neutros o la materia condensada no pueden emitir radiación UVE. La ionización debe tener lugar primero. La luz UVE solo puede ser emitida por electrones que están unidos a iones positivos multicompartidos; por ejemplo, para eliminar un electrón de un ion de carbono cargado +3 (tres electrones ya eliminados) se requieren aproximadamente 65 eV. Dichos electrones están más estrechamente unidos que los electrones de valencia típicos. La existencia de iones positivos multicompartidos solo es posible en un plasma denso caliente. Alternativamente, los electrones e iones libres pueden generarse temporalmente e instantáneamente por el campo eléctrico intenso de un rayo láser de muy alto armónico. Los electrones se aceleran a medida que regresan al ion padre, liberando fotones de mayor energía a intensidades disminuidas, que pueden estar en el rango de UVE. Si los fotones liberados constituyen radiación ionizante, también ionizarán los átomos del medio generador de armónicos, agotando las fuentes de generación de armónicos superiores. Los electrones liberados se escapan ya que el campo eléctrico de la luz UVE no es lo suficientemente intenso como para llevar a los electrones a armónicos más altos, mientras que los iones originales ya no se ionizan tan fácilmente como los átomos originalmente neutros. Por lo tanto, los procesos de generación y absorción de UVE (ionización) compiten fuertemente entre sí.

### Generación directa sintonizable de UVE
La luz UVE también puede ser emitida por electrones libres que orbitan un sincrotrón.
La luz UVE de banda estrecha y sintonizable de manera continua puede generarse mediante la mezcla de cuatro ondas en celdas de gas de criptón e hidrógeno a longitudes de onda tan bajas como 110 nm. En las cámaras de gas sin ventanas, la mezcla de cuatro ondas fijas se ha visto tan baja como 75 nm.

## Absorción de UVE en la materia.
Cuando se absorbe un fotón UVE, se generan fotoelectrones y electrones secundarios por ionización, de forma muy similar a lo que ocurre cuando los rayos X o los haces de electrones son absorbidos por la materia.
La respuesta de la materia a la radiación UVE se puede capturar en las siguientes ecuaciones: Punto de absorción: Energía de fotones UVE = 92 eV = Energía de enlace de electrones + energía cinética inicial fotoelectrónica; dentro de las 3 rutas medias libres de fotoelectrón (1–2 nm): reducción de la energía cinética del fotoelectrón = potencial de ionización + energía cinética del electrón secundario; dentro de 3 vías libres medias de electrones secundarios (~30 nm): 1) reducción de la energía cinética del electrón secundario = potencial de ionización + energía cinética del electrón terciario, 2) el electrón de generación mN se ralentiza aparte de la ionización por calentamiento (generación fonón), 3) Energía cinética de electrones de generación final ~0 eV => acoplamiento de electrones disociativos + calor, donde el potencial de ionización suele ser de 7–9 eV para materiales orgánicos y de 4–5 eV para metales. El fotoelectrón posteriormente provoca la emisión de electrones secundarios a través del proceso de ionización por impacto. A veces, también es posible una transición de Auger, lo que resulta en la emisión de dos electrones con la absorción de un solo fotón.
Estrictamente hablando, los fotoelectrones, los electrones Auger y los electrones secundarios están acompañados de agujeros cargados positivamente (iones que pueden neutralizarse al extraer electrones de las moléculas cercanas) para preservar la neutralidad de la carga. Un par de agujeros de electrones a menudo se conoce como un excitón. Para electrones altamente energéticos, la separación del agujero de electrones puede ser bastante grande y la energía de enlace es correspondientemente baja, pero a una energía más baja, el electrón y el agujero pueden estar más cerca uno del otro. El excitón en sí difunde una distancia bastante grande (>10 nm).
Como su nombre lo indica, un excitón es un estado excitado; solo cuando desaparece a medida que el electrón y el agujero se recombinan, se pueden formar productos de reacción química estables.
Dado que la profundidad de absorción del fotón excede la profundidad de escape del electrón, a medida que los electrones liberados finalmente disminuyen su velocidad, en última instancia, disipan su energía como calor. Las longitudes de onda de UVE se absorben mucho más fuertemente que las longitudes de onda más largas, ya que sus energías de fotones correspondientes superan los intervalos de banda de todos los materiales. En consecuencia, su eficiencia de calentamiento es significativamente mayor y se ha caracterizado por umbrales de ablación térmica más bajos en materiales dieléctricos.

### Solar mínima/máxima
Ciertas longitudes de onda de UVE varían tanto como dos órdenes de magnitud entre los mínimos solares y los máximos, y por lo tanto puede contribuir a los cambios climáticos, especialmente el enfriamiento de la atmósfera durante el mínimo solar.

## Daños en UVE
Al igual que otras formas de radiación ionizante, la UVE y los electrones liberados directa o indirectamente por la radiación UVE son una fuente probable de daños en el dispositivo. El daño puede resultar de la desorción de óxido o carga atrapada después de la ionización. El daño también puede ocurrir a través de una carga positiva indefinida por el efecto Malter. Si los electrones libres no pueden volver a neutralizar la carga positiva neta, la desorción de iones positiva es la única manera de restaurar la neutralidad. Sin embargo, la desorción esencialmente significa que la superficie se degrada durante la exposición, y además, los átomos desorbidos contaminan cualquier óptica expuesta. El daño de UVE ya ha sido documentado en el envejecimiento de la radiación CCD del Extreme UV Imaging Telescope (EIT).
El daño por radiación es un problema bien conocido que se ha estudiado en el proceso de procesamiento del daño por plasma. Un estudio reciente en la Universidad de Wisconsin Synchrotron indicó que las longitudes de onda por debajo de 200 nm son capaces de una carga superficial medible. La radiación UVE mostró centímetros de carga positiva más allá de los límites de exposición, mientras que la radiación VUV (Ultravioleta de vacío) mostró una carga positiva dentro de los límites de exposición.
Los estudios que utilizan pulsos de femtosegundo UVE en el láser de electrones libres en Hamburgo (FLASH) indicaron umbrales de daño inducidos por fusión térmica por debajo de 100 mJ/cm2.
Un estudio anterior mostró que los electrones producidos por la radiación ionizante "suave" aún podían penetrar ~100 nm por debajo de la superficie, lo que resultaba en calentamiento.